# Carlos Ruiz
Carlos Ruiz (Guatemala-Stad, 15 september 1979) is een Guatemalteekse profvoetballer die doorgaans als aanvaller speelt. Hij maakte van 1998 tot en met 2016 deel uit van het Guatemalteeks voetbalelftal, waarvoor hij 133 interlands speelde en 68 keer scoorde. Daarmee werd hij zowel nationaal recordinternational als topscorer aller tijden van de nationale ploeg.

## Carrière
Ruiz begon met voetballen bij de lokale voetbalclub CSD Municipal. In 2000 werd hij uitgeleend aan de Griekse club PAS Giannina. Hij keerde terug bij zijn oude club en vertrok in 2002 naar de Verenigde Staten om voor Los Angeles Galaxy te gaan spelen.
In zijn debuutseizoen in de Verenigde Staten werd hij prompt topscorer met 24 doelpunten. Hij werd ook de meest waardevolle speler doordat hij in de play-offs nog 8 keer scoorde en 2 assists gaf. Het jaar erop scoorde hij 15 keer, wat hem opnieuw een eerste plek op de topscorerslijst opleverde, hetzij hij deze moest delen met Taylor Twellman.
In 2005 werd Ruíz geruild met FC Dallas voor de eerste keuzeplaats, zodat Los Angeles Galaxy Landon Donovan konden kiezen.
Bij de MLS SuperDraft 2008 werd Ruíz weer teruggeruild met LA Galaxy voor salaris-geld.